# 신의 간섭
신의 간섭(Yadon ilaheyya, Divine Intervention)은 팔레스타인에서 제작된 엘리아 술레이만 감독의 2001년 영화이다. 엘리아 술레이만 등이 주연으로 출연하였고 움베르트 발산 등이 제작에 참여하였다.

## 출연

### 주연
- 엘리아 술레이만

## 제작진
- 공동제작: 엘리아 술레이만
- 라인프로듀서: 애비 클라인버거
- 협력프로듀서: 베이비티 슈로더
- 미술: 미구엘 마킨